# Морнаго
Морнаго (итал. Mornago) — коммуна в Италии, располагается в провинции Варесе области Ломбардия.
Население составляет 4157 человек, плотность населения составляет 346 чел./км². Занимает площадь 12 км². Почтовый индекс — 21020. Телефонный код — 0331.
Покровителем коммуны почитается святой Архангел Михаил, празднование 29 сентября.

## Города-побратимы
- Нашшар, Мальта